# Lévrier Bakhmull
Le Lévrier Bakhmull  est un lévrier communément utilisé pour la chasse, en Russie et en Afghanistan. Non reconnue officiellement par la Fédération cynologique internationale, il l'est néanmoins reconnu par le RKF (standard russe).

## Description

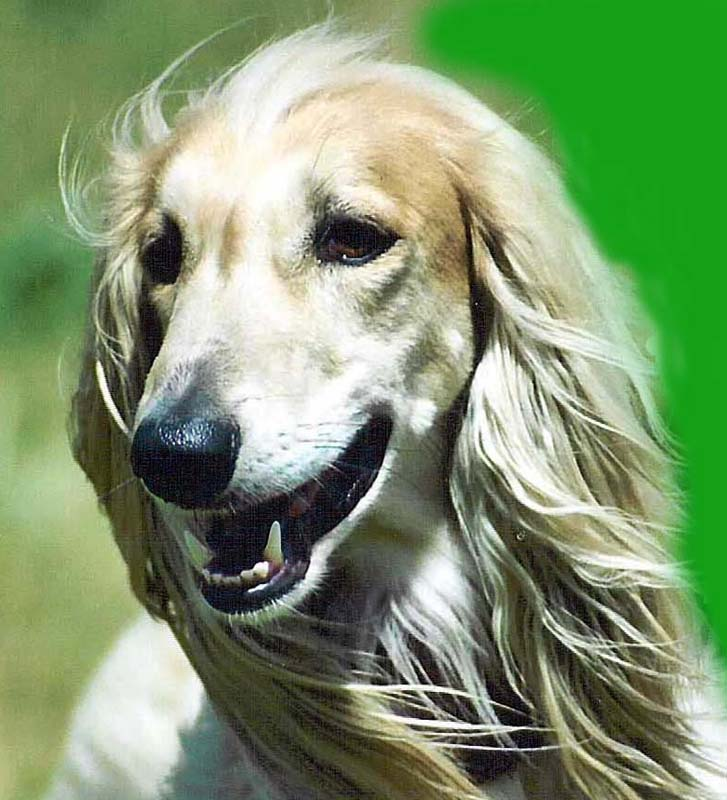
Bakhmull.

Le Bakhmull est doux, calme, discret dans la maison et sportif à l'extérieur avec un fort instinct de chasse. Comme beaucoup de Lévriers, il est méfiant avec les étrangers.

## Histoire

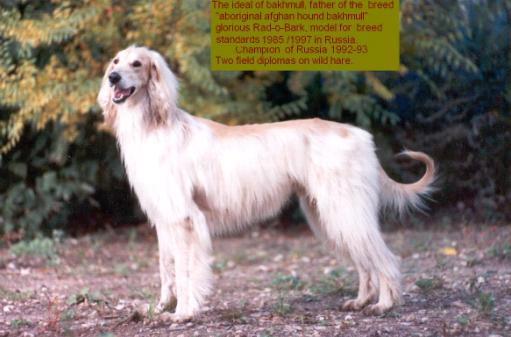
Lévrier Bakhmull.

## Soins et santé
Ce Lévrier peut vivre jusqu'à 12 ans, voire plus.